# Franska väninnor
Franska väninnor (franska: Coup de foudre) är en fransk dramafilm från 1983 i regi av Diane Kurys.
Filmen var Frankrikes bidrag till Oscar för bästa internationella långfilm 1984.

## Handling
Madeleine och Léna träffas på en skolavslutning för deras barn. De båda familjerna börjar umgås och kvinnornas ömsesidiga sympati djupnar och de lämnar sina respektive män för att leva tillsammans.

## Rollista i urval
- Miou-Miou - Madeleine Segara
- Isabelle Huppert - Léna Korski
- Jean-Pierre Bacri - Costa Segara
- Guy Marchand - Michel Korski
- Robin Renucci - Raymond
- Patrick Bauchau - Carlier
- Jacqueline Doyen - Mme. Vernier
- Patricia Champagne - Florence
- Christine Pascal - Sarah
- Anne Levy - Maria